# L'Hosmes

L'Hosmes este o comună în departamentul Eure, Franța. În 1 ianuarie 2022 avea o populație de 66 de locuitori.